# Condado de Fillmore (Nebraska)
El condado de Fillmore (en inglés: Fillmore County), fundado en 1856 y con su nombre en honor al presidente Millard Fillmore, es un condado del estado estadounidense de Nebraska. En el año 2000 tenía una población de 6.634 habitantes con una densidad de población de 4 personas por km². La sede del condado es Geneva.

## Geografía
Según la oficina del censo el condado tiene una superficie total de 1494 km² (576,8 mi²), de los que 1492 km² (576,1 mi²) son tierra y 2 km² (0,8 mi²) (0,03%) son agua.

## Condados adyacentes
- Condado de York - norte
- Condado de Seward - noreste
- Condado de Saline - este
- Condado de Jefferson - sureste
- Condado de Thayer - sur
- Condado de Nuckolls - suroeste
- Condado de Clay - oeste

## Demografía
Según el censo del 2000 la renta per cápita media de los habitantes del condado era de 35.162 dólares y el ingreso medio de una familia era de 41.725 dólares. En el año 2000 los hombres tenían unos ingresos anuales 29.813 dólares frente a los 18.507 dólares que percibían las mujeres. El ingreso por habitante era de 17.465 dólares y alrededor de un 7,80% de la población estaba bajo el umbral de pobreza nacional.

## Ciudades y pueblos
- Exeter
- Fairmont
- Geneva
- Grafton
- Milligan
- Ohiowa
- Shickley
- Strang